# Honda FCX
La Honda FCX (che presumibilmente sta per Fuel Cell eXperimental, ovvero prototipo a celle di combustibile) è un'automobile alimentata a celle di combustibile a idrogeno. Sembra che sia completamente silenziosa in marcia.
Attualmente circolano più di venti prototipi, in tre stati differenti ed in particolare nello stato di New York, a Las Vegas, a Chula Vista, a San Francisco e nel South Coast Air Quality Management District.
La vendita limitata dell'ultima versione del veicolo ad idrogeno, versione basata sul prototipo del 2007, è cominciata nel 2008 in Giappone e negli Stati Uniti. Honda è convinta di poter cominciare la produzione di serie di un veicolo basato sul prototipo FCX entro il 2015.

## Modello del 1999

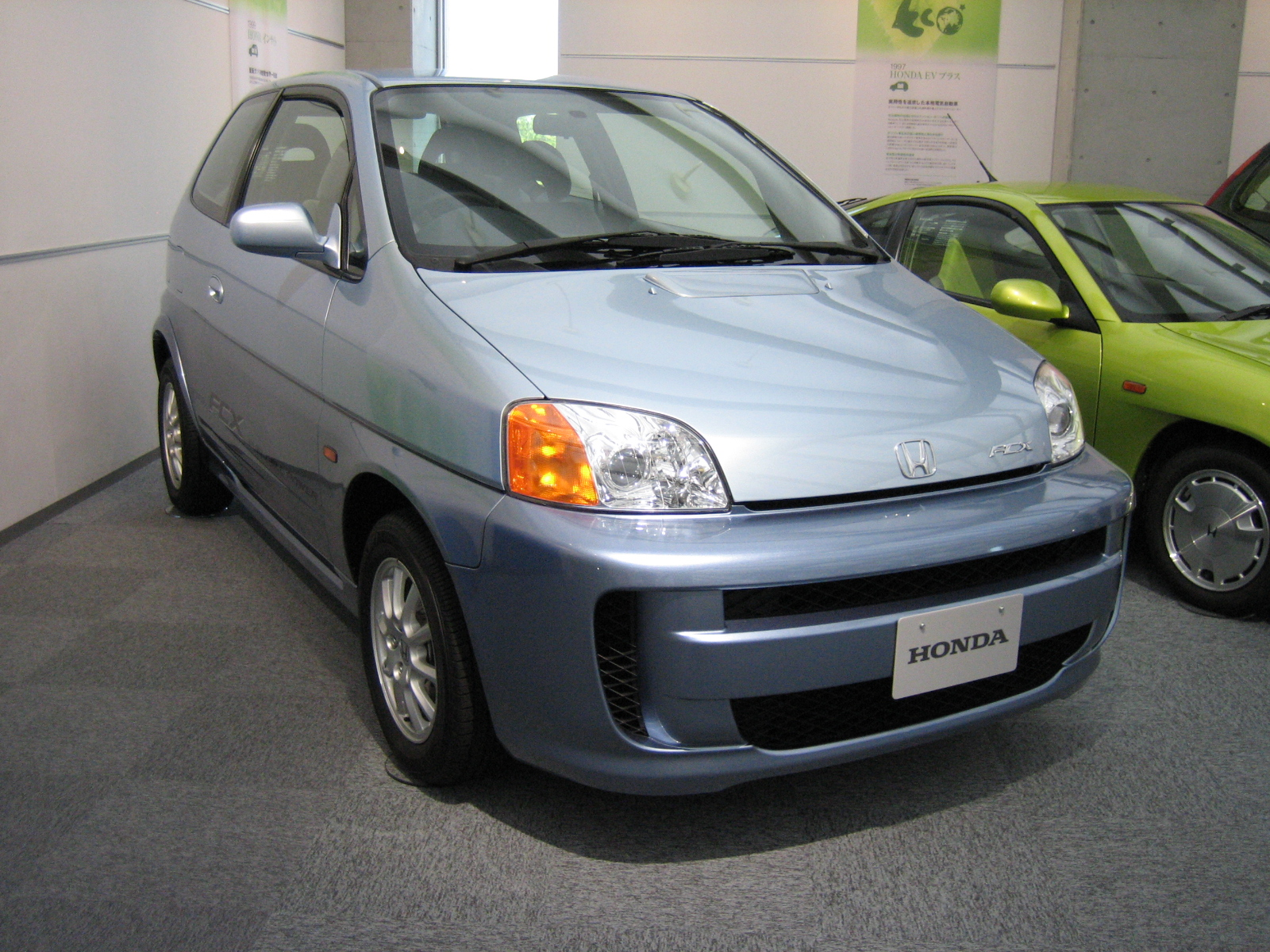
Honda FCX Prima serie

Il primo prototipo della FCX risale al 1999. È un modello due porte, con quattro posti. Le dimensioni sono:
- lunghezza: 4165 mm
- larghezza: 1760 mm
- altezza: 1645 mm

La cella di combustibile è di tipo PEFC (a membrana con scambio di protoni), prodotta dalla Ballard, capace di una potenza d'uscita di 78 kW.
Il motore ha una potenza massima di 60 kW (80 cavalli), una coppia massima di 272 N·m (201 lb-ft), con un'autonomia massima (certificata EPA) di 270 km circa (170 miglia).
Il primo veicolo fu consegnato alla città di Los Angeles, Stati Uniti, nel dicembre 2002.

## Modello del 2005

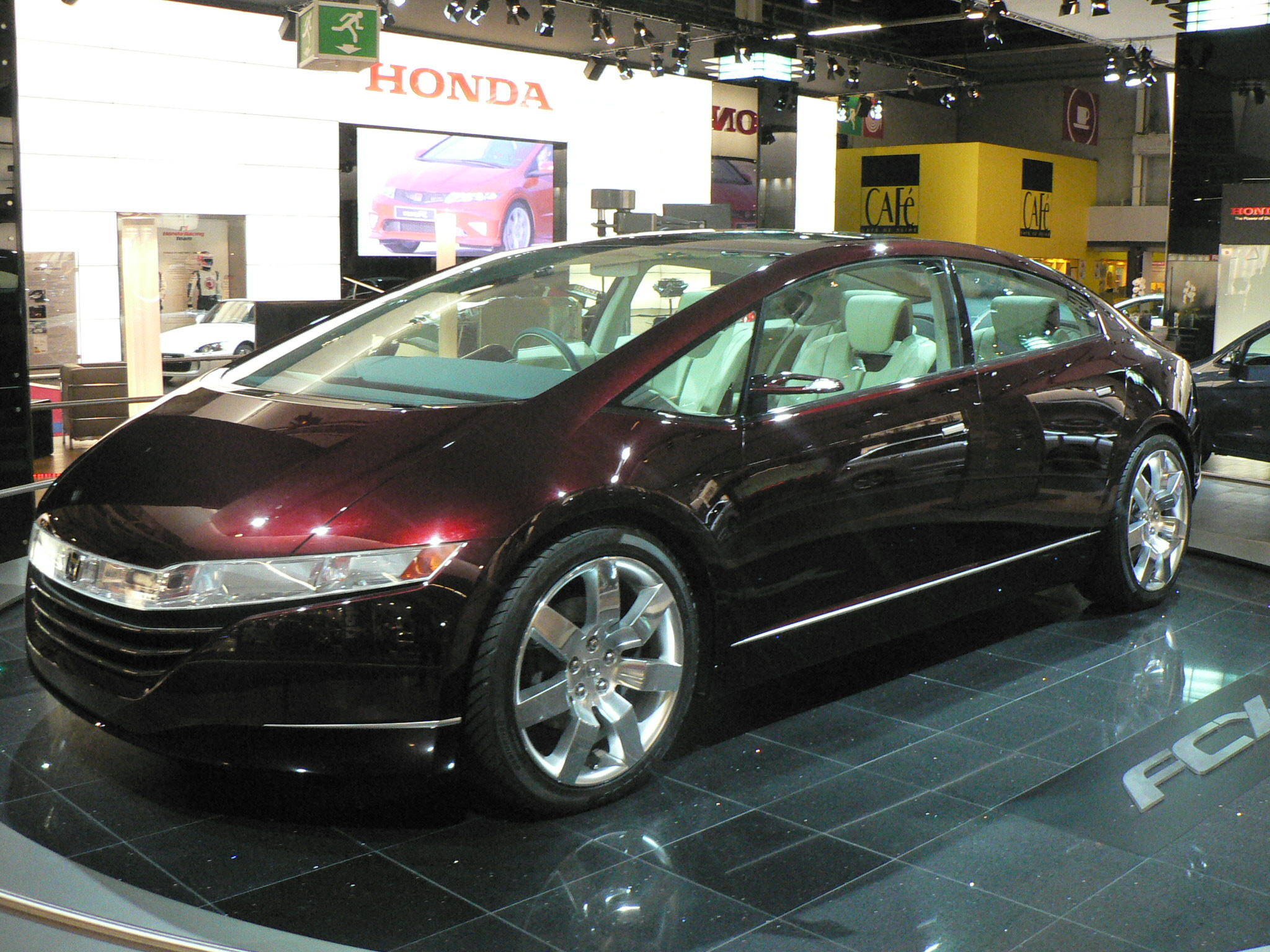
Honda FCX （secondo modello）

Il modello FCX è stato aggiornato nel 2005. 
Questo è a trazione anteriore, due porte e quattro posti proprio come il precedente. La potenza massima erogata dal motore è di 80 kilowatt (107 cavalli), ha 282 N·m (201 lb-ft) di coppia massima e un'autonomia massima di circa 306 km (190 miglia). Questa, grazie a miglioramenti del software di bordo, è stata ulteriormente incrementata fino ad arrivare a circa 338 km (210 miglia). Il veicolo pesa 1680 kg (3700 pounds, ha una velocità massima di 150 km/h (93 mph). Accelera da 0 a 100 km/h (0 - 60 mph) in 11 secondi. Per quanto riguarda il sistema di alimentazione, esso comprende celle di combustibile ad idrogeno, due serbatoi dietro i sedili posteriori e condensatori ad alta capacità.
Questo modello usa per la prima volta celle di combustibile prodotte dalla stessa Honda, e chiamate Honda FC Stack. Le celle furono introdotte nell'Ottobre del 2003 e possono operare anche a basse temperature (fino a -20 °C). Il tipo delle celle è a membrana con scambio di protoni (PEFC), come quelle della precedente versione. L'unità di celle di combustibile è capace di una potenza massima di 86 kW.
L'idrogeno è contenuto in due serbatoi separati dietro i sedili posteriori. Questi serbatoi possono contenere un massimo di 4 kg (8.8 pounds) di idrogeno.
Il modello FCX del 2005 è un'automobile completa, con sistemi come il controllo di trazione, il cruise control, climatizzatore di nuova generazione, lettore CD, vetri elettrici, chiusura centralizzata e specchietti riscaldati. Ospita comodamente quattro persone adulte; nel modello del 2006 è stato introdotto anche il navigatore satellitare.
Honda originariamente forniva questo modello soltanto ad enti governativi o società. Il 29 giugno 2005, però, ha venduto la sua prima vettura ad un privato: la famiglia Spallino del Sud della California.
Secondo il portavoce Honda, Andy Boyd, il costo di una FCX varia tra $1,000,000 e $2,000,000 (e siamo nel 2005), comprensivo di tutti i componenti sperimentali.

## Modello del 2007 (primo modello destinato alla produzione)
Alla mostra automobilistica di Detroit del 2006, Honda annunciò che avrebbe concepito una versione destinata alla produzione del prototipo FCX che era stato mostrato nel 2005 a Tokyo. Il 25 settembre del 2006 questa nuova versione fu svelata. La versione berlina 4 porte aggiornata sembra più slanciata e futuristica, e presta particolare attenzione al comfort ed allo spazio interno. È infatti decisamente più spaziosa, con interni di plastica, legno e pelle. Ci si attende che la produzione cominci nel 2008 in Giappone e negli Stati Uniti. La versione di serie assomiglierà molto al prototipo, anche se non si sa se alcuni particolari più estremi, come il particolare pannello di strumentazione, saranno riproposti.
Secondo Honda, la nuova unità di celle di combustibile è del 20% meno ingombrante della precedente, del 30% più leggera e capace di una potenza d'uscita superiore (100 kW - 136 cavalli). Il nuovo sistema di alimentazione è più leggero di ben 180 kg, ha un volume del 40% inferiore al precedente e vanta un'efficienza energetica del 60%, che è decisamente elevata rispetto alle tipiche efficienze dei motori tradizionali a combustione interna, che sono del 20%, ma anche molto migliore di quella dei motori ibridi (30%), e del sistema di alimentazione della vecchia generazione di FCX (50%).
Il nuovo sistema utilizza tre motori elettrici: uno da 80 kW che trasmette il moto alle ruote anteriori tramite un albero motore coassiale con la scatola del cambio, in maniera da ottimizzare gli ingombri frontali, e due motori più piccoli, da 25 kW, ciascuno destinato ad una delle due ruote posteriori. Questa configurazione rende la FCX tecnicamente una vettura a trazione integrale. La nuova versione ha una velocità massima di 160 km/h.
Essa prevede diverse nuove ed interessanti caratteristiche. L'unità di celle di combustibile V Flow può operare a temperature fino a -30C. Questo risultato è stato ottenuto grazie al fatto che il gas fluisce verticalmente nell'unità. I serbatoi possono immagazzinare fino a 5 kg (171 litri) di idrogeno, ad una pressione di esercizio di 350 atmosfere, grazie ai nuovi materiali assorbitori di idrogeno che sono stati utilizzati. Tutto ciò permette un'autonomia chilometrica migliore, che arriva a 570 km (350 miglia).
Per supportare la tecnologia a celle combustibili a idrogeno, Honda ha anche introdotto la cosiddetta HES (Home Energy Station). Questa unità da impiantare in casa è capace di convertire gas naturale in elettricità, calore e idrogeno per rifornire i veicoli ad idrogeno. Questo permette ai fruitori di tale tecnologia di alimentazione di rifornire i propri veicoli a casa propria, fatto fondamentale fino a che non ci sarà un'ampia diffusione delle stazioni di rifornimento per i veicoli ad idrogeno. Alternativamente, la HES può utilizzare l'idrogeno per fornire elettricità (5 kW) e acqua calda in casa. Secondo Honda, questa soluzione è molto efficiente, e riduce i costi di elettricità, gas e benzina del 50% circa.

## Modello del 2016 Clarity Fuel Cell
Nel 2016 la Honda presenta la Clarity Fuel Cell in Europa e negli Stati Uniti.